# ژرف‌خرگوش‌ها
ژرف‌خرگوش‌ها (نام علمی: Bathylagus) نام یک سرده از تیره سیمین‌ماهی ژرفنا است.